# (7278) Shtokolov
(7278) Shtokolov est un astéroïde de la ceinture principale.

## Description
(7278) Shtokolov est un astéroïde de la ceinture principale. Il fut découvert le 22 octobre 1985 à Naoutchnyï par Lioudmila Jouravliova. Il présente une orbite caractérisée par un demi-grand axe de 3,16 UA, une excentricité de 0,19 et une inclinaison de 7,0° par rapport à l'écliptique.

## Compléments